# IJshockey op de Olympische Winterspelen 1988
IJshockey is een van de sporten die beoefend werden tijdens de Olympische Winterspelen 1988 in Calgary, Canada. 
Er waren 12 deelnemende landen voorzien; de 8 landen die deelnamen aan het A-WK 1987, de 3 beste landen van het B-WK 1987 en de winnaar van de kwalificatiewedstrijd tussen de nummer 4 van het B-WK Frankrijk, en de winnaar van het C-WK Japan. Uitslagen kwalificatiewedstrijden Frankrijk-Japan: eerste wedstrijd 7-3, tweede wedstrijd 1-3, hierdoor Frankrijk als 12de land geplaatst.

## Heren

### Voorronde

#### Groep A
| datum       |  | land        | score  | land        |
| ----------- |  | ----------- | ------ | ----------- |
| 14 februari |  | Zweden      | 13 - 2 | Frankrijk   |
| 14 februari |  | Canada      | 1 - 0  | Polen       |
| 14 februari |  | Finland     | 1 - 2  | Zwitserland |
| 16 februari |  | Zweden      | 1 - 1  | Polen       |
| 16 februari |  | Canada      | 4 - 2  | Zwitserland |
| 16 februari |  | Finland     | 10 - 1 | Frankrijk   |
| 18 februari |  | Polen       | 6 - 2  | Frankrijk * |
| 18 februari |  | Zweden      | 4 - 2  | Zwitserland |
| 18 februari |  | Canada      | 1 - 3  | Finland     |
| 20 februari |  | Zweden      | 3 - 3  | Finland     |
| 20 februari |  | Canada      | 9 - 5  | Frankrijk   |
| 20 februari |  | Zwitserland | 4 - 1  | Polen       |
| 22 februari |  | Finland     | 5 - 1  | Polen       |
| 22 februari |  | Canada      | 2 - 2  | Zweden      |
| 22 februari |  | Zwitserland | 9 - 0  | Frankrijk   |

* Vanwege doping bij een Poolse speler werd de uitslag van deze wedstrijd omgezet in een 2-0-overwinning voor Frankrijk, echter zonder dat Fransen de 2 wedstrijdpunten toegekend kregen.
|   | land        | Gs | W | G | V | F  | A  | Ptn |
| - | ----------- | -- | - | - | - | -- | -- | --- |
| 1 | Finland     | 5  | 3 | 1 | 1 | 22 | 8  | 7   |
| 2 | Zweden      | 5  | 2 | 3 | 0 | 23 | 10 | 7   |
| 3 | Canada      | 5  | 3 | 1 | 1 | 17 | 12 | 7   |
| 4 | Zwitserland | 5  | 3 | 0 | 2 | 19 | 10 | 6   |
| 5 | Polen       | 5  | 0 | 1 | 4 | 3  | 13 | 1   |
| 6 | Frankrijk   | 5  | 1 | 0 | 4 | 10 | 41 | 0   |

#### Groep B
| datum       |  | land                     | score  | land                     |
| ----------- |  | ------------------------ | ------ | ------------------------ |
| 13 februari |  | Tsjecho-Slowakije        | 1 - 2  | Bondsrepubliek Duitsland |
| 13 februari |  | Sovjet-Unie              | 5 - 0  | Noorwegen                |
| 13 februari |  | Verenigde Staten         | 10 - 6 | Oostenrijk               |
| 15 februari |  | Bondsrepubliek Duitsland | 7 - 3  | Noorwegen                |
| 15 februari |  | Sovjet-Unie              | 8 - 1  | Oostenrijk               |
| 15 februari |  | Tsjecho-Slowakije        | 7 - 5  | Verenigde Staten         |
| 17 februari |  | Bondsrepubliek Duitsland | 3 - 1  | Oostenrijk               |
| 17 februari |  | Tsjecho-Slowakije        | 10 - 1 | Noorwegen                |
| 17 februari |  | Sovjet-Unie              | 7 - 5  | Verenigde Staten         |
| 19 februari |  | Tsjecho-Slowakije        | 4 - 0  | Oostenrijk               |
| 19 februari |  | Sovjet-Unie              | 6 - 3  | Bondsrepubliek Duitsland |
| 19 februari |  | Verenigde Staten         | 6 - 3  | Noorwegen                |
| 21 februari |  | Sovjet-Unie              | 6 - 1  | Tsjecho-Slowakije        |
| 21 februari |  | Oostenrijk               | 4 - 4  | Noorwegen                |
| 21 februari |  | Bondsrepubliek Duitsland | 4 - 1  | Verenigde Staten         |

|   | land                     | Gs | W | G | V | F  | A  | Ptn |
| - | ------------------------ | -- | - | - | - | -- | -- | --- |
| 1 | Sovjet-Unie              | 5  | 5 | 0 | 0 | 32 | 10 | 10  |
| 2 | Bondsrepubliek Duitsland | 5  | 4 | 0 | 1 | 19 | 12 | 8   |
| 3 | Tsjecho-Slowakije        | 5  | 3 | 0 | 2 | 23 | 14 | 6   |
| 4 | Verenigde Staten         | 5  | 2 | 0 | 3 | 27 | 27 | 4   |
| 5 | Oostenrijk               | 5  | 0 | 1 | 4 | 12 | 29 | 1   |
| 6 | Noorwegen                | 5  | 0 | 1 | 4 | 11 | 32 | 1   |

### 11e en 12e plaats
| datum       |  | land      | score | land      |
| ----------- |  | --------- | ----- | --------- |
| 23 februari |  | Frankrijk | 7 - 6 | Noorwegen |

### 9e en 10e plaats
| datum       |  | land       | score | land  |
| ----------- |  | ---------- | ----- | ----- |
| 23 februari |  | Oostenrijk | 3 - 2 | Polen |

### 7e en 8e plaats
| datum       |  | land             | score | land        |
| ----------- |  | ---------------- | ----- | ----------- |
| 23 februari |  | Verenigde Staten | 8 - 4 | Zwitserland |

### Finaleronde
Onderlinge voorronderesultaten telden ook mee voor de finaleronde.
| datum       |  | land        | score | land                     |
| ----------- |  | ----------- | ----- | ------------------------ |
| 24 februari |  | Finland     | 8 - 0 | Bondsrepubliek Duitsland |
| 24 februari |  | Zweden      | 6 - 2 | Tsjecho-Slowakije        |
| 24 februari |  | Canada      | 0 - 5 | Sovjet-Unie              |
| 26 februari |  | Canada      | 8 - 1 | Bondsrepubliek Duitsland |
| 26 februari |  | Sovjet-Unie | 7 - 1 | Zweden                   |
| 26 februari |  | Finland     | 2 - 5 | Tsjecho-Slowakije        |
| 27 februari |  | Canada      | 6 - 3 | Tsjecho-Slowakije        |
| 27 februari |  | Zweden      | 3 - 2 | Bondsrepubliek Duitsland |
| 27 februari |  | Sovjet-Unie | 1 - 2 | Finland                  |

|   | land                     | Gs | W | G | V | F  | A  | Ptn |
| - | ------------------------ | -- | - | - | - | -- | -- | --- |
| 1 | Sovjet-Unie              | 5  | 4 | 0 | 1 | 25 | 7  | 8   |
| 2 | Finland                  | 5  | 3 | 1 | 1 | 18 | 10 | 7   |
| 3 | Zweden                   | 5  | 2 | 2 | 1 | 15 | 16 | 6   |
| 4 | Canada                   | 5  | 2 | 1 | 2 | 17 | 14 | 5   |
| 5 | Bondsrepubliek Duitsland | 5  | 1 | 0 | 4 | 8  | 26 | 2   |
| 6 | Tsjecho-Slowakije        | 5  | 1 | 0 | 4 | 12 | 22 | 2   |

### Eindrangschikking
| Goud | Zilver | Brons | 4 |
| Sovjet-Unie Ilja Bjakin Igor Stelnov Vjatsjeslav Fetisov Aleksej Goesarov Aleksej Kasatonov Sergej Starikov Vjatsjeslav Bykov Sergej Jasjin Valeri Kamenski Sergej Svetlov Aleksandr Tsjernych Andrej Chomoetov Vladimir Kroetov Igor Larionov Andrej Lomakin Sergej Makarov Aleksandr Mogilny Anatoli Semjonov Aleksandr Kozjevnikov Igor Kravtsjoek Sergej Mylnikov                    | Finland Timo Blomqvist Kari Eloranta Jyrki Lumme Jukka Virtanen Arto Ruotanen Reijo Ruotsalainen Simo Saarinen Kai Suikkanen Raimo Helminen Iiro Järvi Esa Keskinen Erkki Lehtonen Reijo Mikkolainen Janne Ojanen Timo Susi Pekka Tuomisto Teppo Numminen Jari Torkki Jukka Tammi Jarmo Myllys Erkki Laine Kari Laitinen                                        | Zweden Peter Andersson Anders Eldebrink Lars Ivarsson Lars Karlsson Mats Kihlström Tommy Samuelsson Mikael Andersson Bo Berglund Jonas Bergkvist Peter Eriksson Michael Hjälm Mikael Johansson Lars Molin Lars-Gunnar Pettersson Thomas Rundqvist Ulf Sandström Håkan Södergren Jens Öhling Thomas Eriksson Thom Eklund Peter Åslin Peter Lindmark     | Canada Sean Burke Andy Moog Chris Felix Randy Gregg Serge Roy Tony Stiles Tim Watters Trent Yawney Zarley Zalapski Ken Berry Marc Habscheid Vaughn Karpan Wally Schreiber Gordon Sherven Claude Vilgrain Serge Boisvert Brian Bradley Robert Joyce Merlin Malinowski Jim Peplinski Steve Tambellini Ken Yaremchuk                                  |
| 5 | 6 | 7 | 8 |
| Bondsrepubliek Duitsland Christian Brittig Helmut de Raaf Peter Draisaitl Ron Fischer Georg Franz Karl Friesen Dieter Hegen Georg Holzmann Udo Kießling Harold Kreis Horst-Peter Kretschmer Dieter Medicus Andreas Niederberger Peter Obresa Joachim Reil Roy Roedger Peter Schiller Josef Schlickenrieder Manfred Schuster Helmut Steiger Bernd Truntschka Gerd Truntschka Manfred Wolf | Tsjecho-Slowakije Jaroslav Benák Mojmír Božík Rudolf Suchánek Miloslav Hořava Bedřich Ščerban Antonín Stavjaňa Jiří Šejba Jiří Doležal Oto Haščák Jiří Hrdina Rostislav Vlach Jiří Lála Igor Liba Petr Vlk Eduard Uvíra David Volek Dušan Pašek Petr Rosol Vladimír Růžička Radim Raděvič Dominik Hašek Jaromír Šindel Petr Bříza                               | Verenigde Staten Allen Bourbeau Greg Brown Clark Donatelli Scott Fusco Guy Gosselin Tony Granato Craig Janney Jim Johannson Peter Laviolette Stephen Leach Lane MacDonald Brian Leetch Corey Millen Kevin Miller Jeff Norton Todd Okerlund Mike Richter Dave Snuggerud Kevin Stevens Chris Terreri Eric Weinrich Scott Young                           | Zwitserland Patrice Brasey André Künzi Jakob Kölliker Fausto Mazzoleni Andreas Ritsch Bruno Rogger Philipp Neuenschwander Gaëtan Boucher Manuele Celio Thomas Vrabec Jörg Eberle Felix Hollenstein Peter Jaks Roman Wäger Markus Leuenberger Alfred Lüthi Gil Montandon Peter Schlagenhauf Urs Burkart Pietro Cunti Olivier Anken Richard Bucher   |
| 9 | 10 | 11 | 12 |
| Oostenrijk Robert Mack Brian Stankiewicz Andreas Salat Konrad Dorn Bernard Hutz Martin Platzer Robin Sadler Michael Shea Hans Sulzer Gert Kompajn Peter Znenahlik Thomas Cijan Kelly Greenbank Kurt Haranda Werner Kerth Rudolf König Günter Koren Ed Lebler Manfred Mühr Herbert Pöck Gerhard Pusnik Peter Raffl Silvio Szybisti                                                        | Polen Andrzej Hanisz Gabriel Samolej Franciszek Kukla Robert Szopiński Marek Cholewa Henryk Gruth Andrzej Kądziołka Jerzy Potz Andrzej Świątek Jacek Szopiński Janusz Adamiec Roman Steblecki Jerzy Christ Mirosław Copija Leszek Jachna Marek Stebnick Piotr Kwasigroch Ireneusz Pacuła Krzysztof Podsiadło Krystian Sikorski Jan Stopczyk Jarosław Morawiecki | Frankrijk Patrick Foliot Daniel Maric Jean-Marc Djian Stéphane Botteri Steven Woodburn Michel Leblanc Jean-Philippe Lemoine Denis Perez Pierre Schmitt Jean-Christophe Lerondeau Peter Almasy Paulin Bordeleau Philippe Bozon Guy Dupuis Derek Haas Stéphane Lessard Franck Pajonkowski André Peloffy Christian Pouget Antoine Richer Christophe Ville | Noorwegen Jarl Eriksen Vern Mott Cato Tom Andersen Morgan Andersen Tor Helge Eikeland Åge Ellingsen Tommy Skaarberg Truls Kristiansen Kim Søgaard Petter Salsten Jørgen Salsten Arne Billkvam Stephen Foyn Jarle Friis Rune Gulliksen Geir Hoff Roy Johansen Erik Kristiansen Ørjan Løvdal Sigurd Thinn Petter Thoresen Marius Voigt Lars Bergseng |

Antwerpen 1920 · 
Chamonix 1924 · 
St. Moritz 1928 · 
Lake Placid 1932 · 
Garmisch-Partenkirchen 1936 · 
St. Moritz 1948 · 
Oslo 1952 · 
Cortina d'Ampezzo 1956 · 
Squaw Valley 1960 · 
Innsbruck 1964 · 
Grenoble 1968 · 
Sapporo 1972 · 
Innsbruck 1976 · 
Lake Placid 1980 · 
Sarajevo 1984 · 
Calgary 1988 · 
Albertville 1992 · 
Lillehammer 1994 · 
Nagano 1998 · 
Salt Lake City 2002 · 
Turijn 2006 · 
Vancouver 2010 · 
Sotsji 2014 · 
Pyeongchang 2018 · 
Peking 2022

Lijst van olympische medaillewinnaars
Alpineskiën · Biatlon · Bobsleeën · Curling (demonstratie) · Freestyleskiën (demonstratie) · Kunstrijden · Langlaufen · Noordse combinatie · Rodelen · Schaatsen · Schansspringen · Shorttrack (demonstratie) · IJshockey